# Satellitenrundfunk-Empfangsanlage
Eine Satellitenrundfunk-Empfangsanlage ist eine haustechnische Einrichtung zum Empfang von Satellitenrundfunk.
Zweck einer solchen Empfangsanlage ist es, mehrere Parteien (bzw. mehrere Satellitenrundfunkempfänger, „Sat-Receiver“) über eine einzige Parabolantenne (als Gemeinschaftsantenne) zu betreiben. Es gibt verschiedene technische, zum Teil herstellerabhängige Lösungen zum Betrieb einer solchen Gemeinschaftsantenne.

## Sat-ZF-Verteilung
Die in puncto Programmvielfalt und Zukunftssicherheit beste Lösung ist es, das Satellitensignal mit einem Multischalter und einer sternförmig strukturierten Antennenverkabelung zu verteilen (Sat-ZF-Verteilung). Dazu ist meist eine aufwändige Adaptierung oder Neuverkabelung der Antennenanlage notwendig, was nicht immer möglich ist. Es ist für jeden Empfänger (Zweit-/Dritt-Fernseher, TWIN-Receiver) jeweils eine eigene Leitung vom Multischalter notwendig, unter Umständen werden also mehrere Kabel für jede Wohnung benötigt.
Die Wahl der Polarisationsebene erfolgt bei der Sat-ZF-Verteilung durch Änderung der Höhe der Fernspeisespannung, die zwischen Innenleiter und Außenschirm des Koaxialkabels anliegt. 14 V signalisieren hier vertikal, 18 V horizontal. Unter Verwendung von durchgängig DiSEqC-Protokoll fähiger Technik reduzieren moderne DVB-S-Receiver eine LNB-Versorgungsspannung auf energiesparende 12 Volt, eine Wahl der Polarisationsebene erfolgt dann ausschließlich durch DiSEqC-Befehle.
Der komplette Sat-Frequenzbereich (10,7–12,75 GHz = 2 GHz) passt nun nicht in das ZF-Band (950–2150 MHz = 1,2 GHz). Deshalb wird er in zwei Bereiche unterteilt: das Low-Band mit 10,7–11,9 GHz und das High-Band mit 11,55–12,75 GHz.
Die LNBs älterer Satellitenanlagen konvertieren häufig nur das Low-Band.
Digitale Signale waren dagegen hauptsächlich im (neueren) High-Band bis 12,75 GHz zu finden. Digitale (auch HD-)Programme werden nun auch in das Low-Band eingestellt, da die analoge Übertragung von Programmen eingestellt wurde.
Deshalb benötigen digitaltaugliche Sat-Anlagen einen Universal-LNB, der wahlweise das obere oder das untere Band in das SAT-ZF-Frequenzband umsetzt. Die Wahl des Empfangsfrequenzbands bei einem solchen LNB, an dem direkt ein Receiver angeschlossen werden kann, erfolgt über ein weiteres Schaltkriterium, ein aufmoduliertes 22-kHz-Tonfrequenzsignal. Wird dieses Signal vom Receiver ausgegeben, schaltet der LNB ins High-Band, fehlt es, fällt er ins Low-Band zurück.
Die Bezeichnung „digitaltauglich“ für den LNB ist irreführend, da jeder LNB sowohl analoge als auch digitale Signale in die entsprechenden Frequenzen umsetzt. Sie rührt daher, dass auf dem älteren Low-Band hauptsächlich Analogsignale zu finden waren, während das später hinzugekommene High-Band vorzugsweise mit digitalen Programmen belegt wurde.
Im Zuge der Verdrängung analoger Kanäle zugunsten digitaler Sendetechniken können zunehmend auch im Low-Band digitale Sendungen empfangen werden. Der Begriff „digitaltauglich“ für einen LNB besagt also nur, dass dieser auch die Frequenzen bzw. Kanäle des High-Bandes umsetzen kann und hat mit einer eventuell analogen oder digitalen Elektronik im LNB nichts zu tun.
Somit benutzt jeder neue LNB im Ku-Band vier verschiedene Empfangsebenen (zwei Frequenzbänder auf zwei Polarisationsebenen). Auf das Koaxialkabel wird vom DVB-S-Receiver durch Steuersignale immer eine der vier Ebenen geschaltet.
Sollen sogar mehrere Satelliten mit mehreren LNB empfangen werden, sind Receiver mit sog. DiSEqC-Protokoll und entsprechende DiSEqC-Umschalter erforderlich.

## Einkabelsystem
Eine weitere Lösung ist es, nur jene Satellitenfrequenzen zu verteilen, die auch tatsächlich interessante Fernsehkanäle enthalten. Die Antennenempfangsanlage reduziert dazu die verschiedenen Astra- bzw. Eutelsat-Satellitenebenen auf eine einzige, die dann so einfach wie ein Kabelfernsehsignal (allerdings in einem höheren Frequenzbereich 950–2200 MHz) in einer Wohnanlage verteilt werden kann.
Ein Einkabelsystem beschränkt den Empfang bewusst auf ein einziges ZF-Band (950–2150 MHz = 1,2 GHz). Eine Vorauswahl wählt meist als Basisfrequenzband das Astra-High-Band mit 11,75–12,75 GHz horizontal; dieses ermöglicht bereits den Empfang von ca. 300 deutschsprachigen Radio- und Fernsehprogrammen. Weitere Transponder anderer Empfangsebenen werden durch Frequenzumsetzer in dieses Band einkopiert, dies ist aber wegen der Konzentration der deutschsprachigen Sat-Programme auf Astra-Horizontal-High optional. Da ein zur Verfügung stehendes Frequenzband im Frequenzumfang beschränkt ist, muss wie im Kabelfernsehen eine Selektion der zum Empfang gewünschten Programme erfolgen.
Ein entstandenes HF-Signal kann anschließend ohne Fernspeisung und Steuersignale in einer beliebig strukturierten Antennenanlage in ausgedehnten Wohnanlagen über ein einziges Koaxialkabel verteilt werden. Dazu ist eine Adaptierung der Antennenverkabelung für höhere Frequenzen notwendig. Meist entfällt aber ein aufwändiges Erneuern des Koaxialkabels, es müssen aber generell sämtliche Antennendosen und HF-Verteiler erneuert werden, jeder Fernseher benötigt seinen eigenen Digitalreceiver. Pro Empfänger sind etwa 200 Fernseh-, 200 Radio- und HDTV-Programme an einem Antennenkabel empfangbar (H104-Einkabelsystem). Einkabelsysteme können zum Empfang von Lokalfernsehprogrammen mit DVB-T und DVB-C kombiniert betrieben werden. Auch ist eine Kombination mit interaktiven Kabelfernsehdiensten möglich. Allerdings kann es in manchen Fällen zu Einschränkungen der Empfangsqualität kommen, wodurch einige Sender nicht mehr empfangen werden können. Des Weiteren werden manche Bereiche im oberen Frequenzband nicht korrekt unterstützt.

### Unicable

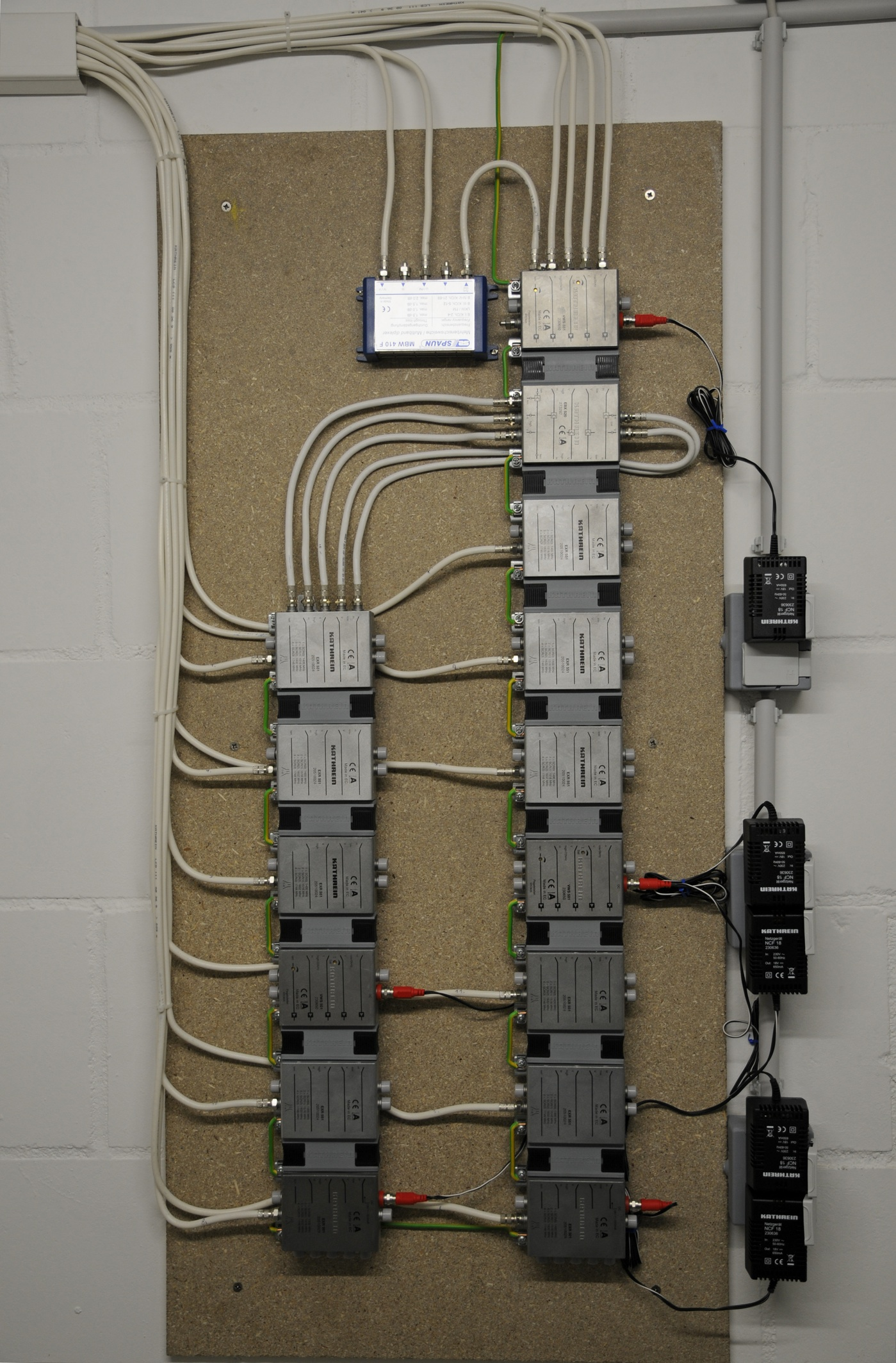
Beispiel einer Kathrein-Unicable-Installation mit EXR-Matrizen inklusive DVB-T- und UKW-Verteilung für 11 Parteien

Dieses relativ neue System ist die zweitbeste Lösung, jedoch deutlich teurer als ein herkömmliches Einkabelsystem. Beim Unicable-System können auf einem Kabel mehrere Empfangsgeräte mit dem vollen Programm-Angebot eines Satelliten (z. B. Astra) versorgt werden (inkl. HDTV). Man unterscheidet zwischen Unicable-LNB- und Unicable-Multischalter-Lösungen. Im letzteren Fall können durch eine Kaskadenschaltung mehrerer Unicable-Matrizen sogar größere Wohnanlagen auf Satellitenempfang umgerüstet werden.
Die Wahl eines zu empfangenden Transponders erfolgt bei einer Unicable-Verteilung durch DiSEqC-Steuersignale, die zwischen Innenleiter und Außenschirm des Koaxialkabels als Überlagerung der Fernspeisespannung an das LNB oder den Multischalter übertragen werden. Einkabelgeräte nach Cenelec EN 50594 werden oft nach dem Markennamen Unicable der FTA Communications SARL benannt.
Grundlage für diese Technik ist eine im Jahre 2004 erlassene europäische Norm EN 50494 und ein SCR-Chip (Satellite Channel Router), der den DiSEqC-Befehlssatz der Receiver erweitert und die Auswahl verschiedener Programme über ein Kabel ermöglicht. Viele der heutigen digitalen Sat-Receiver unterstützen bereits den neuen Befehlssatz. Prinzipiell können alle Receiver, die die Norm EN 50494 erfüllen, betrieben werden. Umgekehrt sind diese SCR-Receiver an allen herkömmlichen Sat-Anlagen betreibbar. Solche Systeme werden z. B. von der Firma Kathrein (EXR-Matrizen) oder der Firma Technisat (TechniRouter) angeboten.
Statt eines kompletten ZF-Bands (950–2150 MHz = 1,2 GHz) stellt der im Unicable-LNB oder Unicable-Multischalter enthaltene Channel-Router nur einen Ausschnitt aus dem jeweiligen Band bereit, der die gewünschte Frequenz enthält (Transponder). Dieses wird umgesetzt auf das dem jeweiligen Receiver zugeordnete (User-Band) und auf das Koaxkabel eingespeist. So können am Koaxialkabel mehrere EN 50494 taugliche DVB-S-Receiver betrieben werden, was eine einfache Verkabelung in Strang-Topographie (Serienschaltung der Antennendosen) ermöglicht. Unicable ermöglicht einen uneingeschränkten Programmumfang und eignet sich insbesondere für eine Nachrüstung von bestehenden Etagenwohnungen mit Satellitenrundfunk. Es muss geprüft werden, ob die vorhandenen Koaxialkabel Sat-tauglich sind, dann kann das bestehende Kabel in einer Wohnung mit in Serie geschalteten Antennendosen weiterverwendet werden. Lediglich die Antennensteckdosen in der Wohnung müssen ausgetauscht werden. Am Ort der bisherigen Einspeisung (meist Keller) sind Neuverkabelungen notwendig.
Mehrere DVB-S-Empfänger können so in einer Wohnung betrieben werden. Vorteilhaft, wenn auch nicht zwingend erforderlich, ist zumindest eine separate Leitung in jede Wohnung. So kann jede Wohnung mit einer eigenen Umschaltmatrix (z. B. EXR501 von Kathrein) verbunden werden. Dies ermöglicht das Anschließen von bis zu 4 Single- oder zwei Twin-Receivern pro Wohnung. Verschiedene Wohnungen können sich so auch nicht gegenseitig stören.
JESS (EN 50607 von 2013, auch als SCD2 oder Unicable 2 bezeichnet) ist eine Erweiterung dieses Verfahrens und erlaubt den Betrieb von bis zu 32 Receivern an einem Kabelstrang. Ein EN 50494 taugliches Empfangsgerät kann im Prinzip per Firmwareupdate JESS-fähig gemacht werden.

## Kanalaufbereitung
Bei dieser Lösung lässt sich eine Kopfstation einsetzen, die das Satellitensignal einer gemeinschaftlichen Parabolantenne in ein herkömmliches Fernsehsignal im VHF- und UHF-Bereich umwandelt und ein einfaches Anschließen des Fernsehgerätes ohne zusätzlichen Satellitenempfänger ermöglicht. Allerdings gibt es bei dieser analogen Kanalaufbereitung nur ein eingeschränktes Programmangebot, weil im herkömmlichen Fernsehband nicht alle Sat-Kanäle Platz haben. Auch die relativ hohen Kosten pro umgesetztem Fernsehkanal stehen dem im Wege. Außerdem leidet mit jeder Signalwandlung die Bildqualität; HDTV-Empfang ist nicht möglich.
Kabelnetzbetreiber nutzen diese Technik, um so bis zu einige zehntausend Teilnehmer mit Fernseh- und Radioprogrammen zu versorgen, wechseln aber heute ebenfalls zur verlustfreien DVB-C-Digitaltechnik, die eine satellitenähnliche Programmvielfalt und HDTV bietet.
In der digitalen Kanalaufbereitung werden ausgewählte per Satellit empfangene Fernsehkanäle durch ein aufwändiges technisches Verfahren in ein niederfrequentes einfach zu verteilendes DVB-C-Signal umgewandelt. Eine solche Signalwandlung ist nur für ausgedehnte Antennenanlagen ökonomisch sinnvoll und entspricht weitgehend dem Digitalen Kabelfernsehen. Es ist pro Fernseher ein DVB-C-Receiver notwendig.
Man kann auch mittels programmierbarer Unicable-LNB, oder auch -Multischalter sehr günstig bis zu 32 Transponder von den angepeilten Satelliten auswählen und an fast beliebig viele Empfänger mit nur einem Kabel verteilen.

## Einspeisung in ein Hausnetzwerk
Um das Satellitenfernsehen in das Hausnetzwerk einzuspeisen, speist ein Streaming-Server die Informationen als DVB-IPTV ein.